# いきなり結婚生活
『いきなり結婚生活』（いきなりけっこんせいかつ）は、テレビ東京系列局ほかで放送されていたテレビ東京製作のバラエティ番組である。製作局のテレビ東京では2006年4月17日から同年9月4日まで、毎週月曜 19:00 - 19:54 （日本標準時）に放送。

## 概要
結婚したいのに相手に恵まれない「花嫁候補」（女性）1人と「花婿候補」（男性）2人をそれぞれ見合いさせた上で（連れ子が付く場合もある）3泊4日の「結婚生活」をさせ、その経過を見ていくドキュメントバラエティ。VTRの放送後、司会のみのもんたたちがいるスタジオにその3人が登場し、その場で女性がどちらの男性のプロポーズを受け入れるのかを決断した。
2人の男性は基本的に地方在住の自営業者で、年商数億近くに達していることもしばしばだった。そのため、彼らを比較する際にはテロップで「年商○千万（億）円の△△（職業名）」と表示していた。ただし、いわゆるイケメン同士の対決など、金銭面以外の付加価値がある場合にはこの限りではなかった。
女性も男性も素人だという前提で行われていたが、実際にはそうでない場合もあった。特に放送第1回目では、出演した女性が劇団出身者であることが判明し、男性が住まう西表島の民宿の掲示板で「やらせではないか？」と物議を醸したことがある（掲示板は後に閉鎖）。また、結婚を希望して出演した者ばかりだとは限らなかった。特に自営業者の場合、自分の職場や産業のアピール目的で出演したケースもあり、そのようなケースについても周囲の人間関係に問題が噴出した例がある。
本番組の最終回をもって、『愛の貧乏脱出大作戦』以来テレビ東京で9年間に続いていたみの司会のバラエティ番組シリーズは幕を閉じた。番組の終了後、それまで20時台に放送されていた『主治医が見つかる診療所』が19時台へ移動し、空いた20時台でテレビ大阪製作の『感涙!時空タイムス』がスタートした。

## 出演者
- 司会：みのもんた
- アシスタント：亀井京子（当時テレビ東京アナウンサー）
- ゲスト：タレント3名
- ナレーション：田子千尋

## スタッフ
- プロデューサー：前田琢
- 演出：平山大吾、村上徹夫
- アシスタントプロデューサー：宮川幸二
- 演出補：高山利成、岩本智也、水野亮太

## 放送局
| 放送対象地域   | 放送局             | 系列                          | 放送日時           | 備考       |
| -------------- | ------------------ | ----------------------------- | ------------------ | ---------- |
| 関東広域圏     | テレビ東京         | テレビ東京系列                | 月曜 19:00 - 19:54 | 製作局     |
| 北海道         | テレビ北海道       | テレビ東京系列                | 月曜 19:00 - 19:54 | 同時ネット |
| 愛知県         | テレビ愛知         | テレビ東京系列                | 月曜 19:00 - 19:54 | 同時ネット |
| 大阪府         | テレビ大阪         | テレビ東京系列                | 月曜 19:00 - 19:54 | 同時ネット |
| 岡山県・香川県 | テレビせとうち     | テレビ東京系列                | 月曜 19:00 - 19:54 | 同時ネット |
| 福岡県         | TVQ九州放送        | テレビ東京系列                | 月曜 19:00 - 19:54 | 同時ネット |
| 岐阜県         | 岐阜テレビ         | 独立UHF局                     | 月曜 19:00 - 19:54 | 同時ネット |
| 滋賀県         | びわ湖放送         | 独立UHF局                     | 月曜 19:00 - 19:54 | 同時ネット |
| 奈良県         | 奈良テレビ         | 独立UHF局                     | 月曜 19:00 - 19:54 | 同時ネット |
| 和歌山県       | テレビ和歌山       | 独立UHF局                     | 月曜 19:00 - 19:54 | 同時ネット |
| 宮城県         | 宮城テレビ         | 日本テレビ系列                | 土曜 16:00 - 16:55 |            |
| 福島県         | 福島中央テレビ     | 日本テレビ系列                | 金曜 16:00 - 16:55 |            |
| 静岡県         | 静岡第一テレビ     | 日本テレビ系列                |                    |            |
| 富山県         | 北日本放送         | 日本テレビ系列                | 土曜 12:00 - 12:55 |            |
| 広島県         | 広島テレビ         | 日本テレビ系列                | 日曜 11:40 - 12:35 |            |
| 熊本県         | くまもと県民テレビ | 日本テレビ系列                | 土曜 17:00 - 18:00 |            |
| 鳥取県・島根県 | 山陰中央テレビ     | フジテレビ系列                | 土曜 12:00 - 12:55 |            |
| 岩手県         | IBC岩手放送        | TBS系列                       |                    |            |
| 山形県         | テレビユー山形     | TBS系列                       | 日曜 14:00 - 14:55 |            |
| 新潟県         | 新潟放送           | TBS系列                       | 日曜 15:00 - 15:54 |            |
| 石川県         | 北陸放送           | TBS系列                       | 土曜 10:30 - 11:25 |            |
| 長野県         | 長野朝日放送       | テレビ朝日系列                | 土曜 15:00 - 15:55 |            |
| 日本全域       | BSジャパン         | BSデジタル放送 テレビ東京系列 | 金曜 21:00 - 21:54 |            |